# 張融
張融（444年—497年），字思光，吳郡吳縣人（今江苏省苏州市），南朝南齊文學家、書法家。
官累太子中庶子、司徒左長史。父奉佛教，母奉道教。永明年間（483～493）得病，了悟生死，為其家族著「門律」一卷，主張佛、道兼修。並將「門律」寄交周顒、何點、何胤、孔稚珪、孔仲智等，徵其意見。諸人之中，僅周顒強調佛、道二教不同，從而展開論爭。張融則力主佛、儒、道三教歸一。臨終之際尚左手持孝經、老子，右手持小品般若經、法華經而逝。（參閱「門律」3605） p4546
祖父張禕(東晉末為恭帝飲毒酒的郎中令)  父張暢 公元450年彭城，宋魏南北對峙 張暢與北魏李孝伯談判，對談如流，詞意清遠，魏人相顧嘆息。

## 生平
會稽太守張暢之子。吴郡道士陆修静将一把白鹭羽麈尾扇送给他时说：“此既异物，以赠异人”。
劉宋時期，為北中郎參軍，出京擔任封溪（今越南河内西北）令，渡海吟《海赋》。參軍期間差點被當地獠贼烹食，张融不惧，並作了一篇《洛生咏》，獠人聽了大惊之，将他放了。
後來加入齊高帝蕭道成幕府，言辞辯捷，問答如流，非常懂得討齊高帝歡心。一日齊高帝萧道成接见张融，张融因事迟到。蕭道成问：「何事姗姗来迟？」张融道：「自地升天，理不得速。」 意即自己見皇帝好像是從地上升往天空，所以快不起来。說得萧道成龍颜大悦。蕭道成笑说:「此人不可无一，不可有二。」入南齊，官至司徒右長史。有《張長史集》。

## 延伸阅读
[在维基数据编辑]
 在维基文库阅读此作者作品
 《南齊書/卷41》，出自萧子显《南齊書》